# Roger de Molen

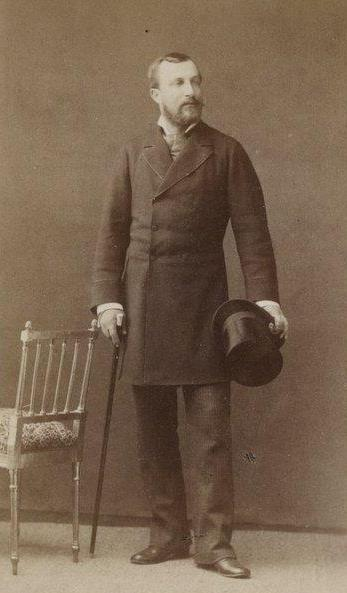
Roger de Molen (par Pierre Petit, 1882).

Roger-Bernard de Molen de la Vernède, né à Gevrey-Chambertin (Côte-d'Or) le 3 mars 1852 et mort le 13 février 1915 à Bourdon (Somme), est un haut fonctionnaire français de la fin du XIXe siècle.

## Biographie
Fils unique du comte Roger-Joseph de Molen (1818-1880), receveur des contributions indirectes, et de Thérèse de Teissières (1822-1877), Roger de Molen est issu d'une famille noble originaire d'Auvergne, les Molen de la Vernède.
Il commence ses études à Dijon, où il est reçu bachelier ès lettres en 1868 puis ès sciences en 1869. Licencié en droit en 1872, il obtient son doctorat à la faculté de Lyon et s'inscrit au barreau de Paris. Après son service militaire au sein du 9e régiment de hussards en garnison à Vesoul, Roger de Molen étudie l'administration départementale pendant un stage de deux ans au cabinet du préfet du Puy-de-Dôme.
Le décret du 30 décembre 1877 le nomme sous-préfet aux Andelys, dans l'Eure. Cependant, ses mœurs dispendieuses et tapageuses ainsi que ses opinions cléricales ternissent rapidement sa réputation. Par conséquent, en mars 1881, le nouveau préfet, Jules Barrême, demande et obtient sa démission. Le comte de Molen tente alors de rebondir en se présentant comme candidat républicain aux élections législatives de la même année dans la circonscription des Andelys. En concurrence avec le républicain modéré Bongrand, il arrive en troisième position (avec 2353 voix, contre 3879 pour Bongrand) et ne parvient pas à mettre en ballotage le conservateur Louis Passy, qui est ainsi réélu dès le premier tour (avec 7591 voix sur 13899 votants).
En quête d'un poste de préfet, Roger de Molen s'adresse en 1884 à un journaliste, Becknart, qui le met en relation avec l'affairiste Alphonse-Louis-Lucien Soudry. Celui-ci, associé à Pierre-Édouard Buret et à Édouard-Jacques Cheinet dans une véritable entreprise de trafic d'influence, propose d'employer ses liens avec les réseaux opportunistes pour obtenir une nomination en échange d'une somme de 25.000 francs. Finalement, 14.750 francs sont versés, dont 5.250 par Molen et 9.500 par Becknart, ce dernier espérant devenir chef de cabinet du futur préfet. Mais les mauvais états de service du comte font échouer l'affaire. Becknart porte alors plainte contre Buret et ses complices, qui sont jugés pour escroquerie en février 1885. Lors du procès, Roger de Molen provoque l'hilarité de la salle en prétendant n'avoir sollicité Soudry que dans le but de se livrer à une « étude de mœurs contemporaines ».
Lors de l'enquête sur l'assassinat, en 1886, du préfet Barrême, le comte de Molen est suspecté à la suite d'une dénonciation anonyme. Malgré l'existence d'un mobile, à savoir la vengeance d'un ancien sous-préfet envers le préfet qui a obtenu sa démission, Molen est disculpé faute de preuve, les témoins de la gare Saint-Lazare n'ayant pas reconnu en lui le mystérieux suspect qui semblait avoir traqué le préfet.
En 1884, Roger de Molen, alors aux abois (son château de Turcey, hérité de ses parents, était déjà lourdement hypothéqué), avait épousé Marthe Chanteaud, une jeune femme richement dotée, fille du pharmacien Charles Chanteaud (spécialiste, en association avec Burggraeve, des préparations dosimétriques). Le goût du comte pour la débauche ainsi que ses accès de violence sous l'effet de l'alcool provoquent bientôt la séparation du couple puis de longues et houleuses procédures de divorce. Le 5 novembre 1886, Roger de Molen tire deux coups de revolver sur sa femme alors que celle-ci, accompagnée de son grand-père maternel, sort du cabinet de son avoué, rue du Palais à Dijon. Mme de Molen étant parvenue à se baisser à temps, c'est son aïeul qui est gravement blessé. En mars 1887, la cour d'assises de la Côte-d'Or condamne Roger de Molen à une sévère peine de dix ans de travaux forcés, que le président de la République, Jules Grévy, commue en sept puis cinq années de réclusion.
Ayant bénéficié d'une remise de peine de six mois par la grâce présidentielle du 14 juillet 1891, il est libéré de la prison de Melun et s'installe à Dijon, où il décide de fonder un journal, Le Rénovateur social (ou La Rénovation sociale). Cependant, de nouveaux scandales lui valent un avis d'interdiction de séjour dans tout le département de la Côte-d'Or avant la fin de l'année. Débutent alors plusieurs années d'errance, entre l'Amérique, où il vit pendant trois ans comme professeur puis comme ouvrier, et Bruxelles, où il subit les affres de la misère et où il est brièvement interné après avoir prétendu, sur la foi d'une « communication surnaturelle », être « Roger de Bourbon », héritier du trône de France. En 1895, il est expulsé de Belgique avant d'être réincarcéré quelques mois en France pour avoir contrevenu aux conditions de sa libération. Il retourne ensuite dans son département natal, à Salmaise.
Le 23 octobre 1907, il se remarie à Offranville avec une rentière, Hortense-Eugénie Sauvage, dont il divorce moins de deux ans plus tard.
Son fils naturel (qu'il a reconnu en 1904), le capitaine Roger-Louis de Molen de la Vernède, commandant la 1re compagnie de mitrailleuses du 172e régiment d'infanterie pendant la Première Guerre mondiale, est mort au combat au Chemin des Dames le 14 mai 1917 et a été nommé chevalier de la Légion d'honneur à titre posthume par décret du 27 avril 1920.
En 1911, il est domicilié à l'hospice de Bourdon dans la Somme.